# Sandtordyvel
Sandtordyvel (Geotrupes spiniger) är en skalbaggsart som beskrevs av Thomas Marsham 1802. Sandtordyvel ingår i släktet Geotrupes och familjen tordyvlar. Arten är reproducerande i Sverige. Inga underarter finns listade i Catalogue of Life.